# Hansa (HSK 11)
La Hansa era un incrociatore ausiliario della Kriegsmarine che trovò impiego come nave corsara durante la seconda guerra mondiale. Conosciuta anche come HSK 11 (Hilfskreuzer 11 - incrociatore ausiliario 11), Schiff 5 e col nome in codice di N/A, fu l'ultimo vascello a essere convertito corsaro come Hilfskreuzer XI.

## Descrizione
Fu originariamente concepita come nave da carico col nome Glengarry. Mentre era in costruzione presso l'armatore danese Burmeister & Wain di Copenaghen, la Danimarca fu invasa dalla Germania, che decise di riutilizzare la nave.
Venne ridenominata Ziel-schiff-Meersburg e servì come nave scudo per la 27ª flottiglia degli U-Boot.
Dopo di che attraccò al porto di Rotterdam e poi ad Amburgo dove venne convertita in nave corsara con la denominazione "Hilfskreuzer Schiff 5".
Suoi comandanti furono:
- Kapitän zur See (capitano di vascello) Hans Henighst, dall'aprile del 1943 all'agosto del 1943;
- Kapitän zur See Fritz Schwoerer, dal febbraio del 1944 al maggio del 1945.

Nel febbraio del 1944 diventò Kadettenschulschiff ("nave scuola per cadetti").